# Francesco Saverio Sipari
Francesco Saverio Sipari (Pescasseroli, 3 luglio 1828 – Napoli, 14 gennaio 1874) è stato uno scrittore, poeta e politico italiano.

## Biografia
Esponente di una famiglia della borghesia armentaria abruzzese, i Sipari, si laureò in giurisprudenza nel 1851, presso l'Università degli Studi di Napoli. Inizialmente esercitò la professione di avvocato all'Aquila ma successivamente si dedicò ad una più diretta gestione delle proprietà familiari che si estendevano tra l'Abruzzo Ulteriore, la Capitanata e la Terra di Lavoro; ciò non gli impedì di coltivare la passione per la letteratura e, in particolare, per la poesia, che sfociò, almeno fino al 1860, in una ricca produzione di componimenti, per lo più caratterizzati dal romanticismo di prima maniera.
Con l'Unità d'Italia, Sipari si dedicò prevalentemente alla carriera politico-amministrativa. Fu sindaco di Pescasseroli dal 1860 al 1872, consigliere comunale di Alvito dal 1863 al 1868 e consigliere provinciale all'Aquila dal 1862. Nel 1870, per pochi voti, non riuscì ad essere eletto alla Camera dei deputati.
A partire dal 1872 si attivò, assieme al fratello Carmelo, per l'istituzione della riserva reale Alta Val di Sangro, concedendo a Vittorio Emanuele II i diritti esclusivi di caccia su alcune montagne di proprietà Sipari nel comune di Villavallelonga. Nell'aprile del 1873 la riserva divenne effettiva, permettendo di salvare dall'estinzione sia l'orso bruno marsicano che il Camoscio d'Abruzzo e si configurò come ideale premessa del Parco nazionale d'Abruzzo, poi istituito dal nipote di Francesco Saverio, ossia dal deputato Erminio Sipari.
La sua produzione letteraria post-unitaria, che è caratterizzata dai principali temi imposti dalla modernizzazione (collegamenti stradari e ferroviari), s'inserisce appieno nel filone del meridionalismo. Risulta in tal senso emblematica la Lettera ai censuari del Tavoliere del 1863, la quale peraltro ebbe vasta eco postuma, per essere stata riportata per ampi stralci dal nipote Benedetto Croce. Nell'opera, la riflessione di Sipari non si soffermò unicamente sulle vicende legate all'affrancazione dei canoni del Tavoliere, che pure ne rappresentano il cardine, ma cercò anche di cogliere le cause del brigantaggio, ponendo l'accento, fra i primi in Italia, sulle radici sociali del fenomeno, e in particolare sulle condizioni di miseria dei contadini meridionali, come evidenziato dal celebre passo:
(F.S.Sipari, Lettera ai Censuari del Tavoliere, Tip. Cardone, Foggia 1863, pp. 15-16.)